# Salix amplexicaulis
Espèce
Classification APG III (2009)
Salix amplexicaulis est une espèce de plantes à fleurs de la famille des Salicaceae. C'est un saule originaire d'Europe centrale et du Nord.

## Synonymie
- Salix purpurea L. var. amplexicaulis (Bory & Chaub.) Boiss[2].

## Description
Salix amplexicauli est un arbuste ou un arbre qui pousse dans les Balkans, en Bulgarie, France, Grèce, Italie, Macédoine, l'ancienne république de Yougoslavie et la Turquie (pour la partie européenne). Il peut être confondu avec Salix purpurea et résiste assez bien aux sols secs. Ses feuilles n'ont pas de pétiole.

## Distribution
L'espèce se rencontre à une altitude comprise entre 200 et 1 450 m.